# Juan Pablo Abarzúa
Juan Pablo Abarzúa Sepúlveda, (n. Concepción, Chile, 17 de febrero de 1992), es un futbolista chileno que juega como mediocampista y su equipo actual es Rancho Santana FC de la Liga Primera de Nicaragua.

## Trayectoria
Juan Pablo Abarzúa debutó profesionalmente en 2012, jugando para Naval de Talcahuano. En el año 2013, el defensa llega a Arturo Fernández Vial , donde jugó solamente 1 año. En el segundo semestre del 2014, el mediocampista volvió a Naval de Talcahuano, donde estuvo solo 1 semestre. En enero de 2015, emigró a Deportes Puerto Montt, club con el cual fue campeón de la Segunda División Profesional 2014-2015.
En el segundo semestre de 2018 y después de jugar 3 años y medio en el equipo puertomontino, Abarzúa jugó por primera vez en su carrera, la Primera División del fútbol chileno, jugando en la Universidad de Concepción, con el cual logró el subcampeonato. Un año después y luego de jugar un semestre en el Campanil, Abarzúa fichó por el histórico Cobreloa, para disputar el actual torneo del Campeonato As.com Primera B 2019. En 2020 regresa a Universidad de Concepción y actualmente juega en la Primera B de Chile luego de descender de categoría.
Tras no renovar su contrato con Universidad de Concepción, en diciembre de 2022 es anunciado su regreso a Deportes Puerto Montt.

## Clubes
| Club                      | País      | Año       |
| ------------------------- | --------- | --------- |
| Naval                     | Chile     | 2012      |
| Arturo Fernández Vial     | Chile     | 2013-2014 |
| Naval                     | Chile     | 2014      |
| Deportes Puerto Montt     | Chile     | 2015-2018 |
| Universidad de Concepción | Chile     | 2018      |
| Cobreloa                  | Chile     | 2019      |
| Universidad de Concepción | Chile     | 2020-2022 |
| Deportes Puerto Montt     | Chile     | 2023      |
| Deportes Rengo            | Chile     | 2024      |
| Rancho Santana FC         | Nicaragua | 2025-Act. |

## Palmarés

### Títulos nacionales
| Título           | Club                  | País  | Año     |
| ---------------- | --------------------- | ----- | ------- |
| Segunda División | Deportes Puerto Montt | Chile | 2014-15 |